# 西川秀男
西川 秀男（にしかわ ひでお、1931年 - 2006年3月10日）は、日本の編集者。元岩波書店取締役（辞典・ニューメディア開発担当）。

## 経歴
1931年、東京に生まれる。早稲田大学政治経済学部を中退し、1948年、岩波書店に入社。経理部、出版部を経て、1965年より「広辞苑」第2版から第4版までの編集・制作に携わる。その間、コンピュータ組版（CTS）による各種辞典（「生物学辞典」「六法全書」など）の制作を推進する。1986年から「広辞苑」CD-ROMの開発・商品化を担当し、翌年に「広辞苑　第3版」CD-ROM版が発売される。1991年には、電子ブックの普及のための「電子ブックコミッティー」を立ち上げ、代表幹事に就任する。1994年に岩波書店を退社後、21世紀情報出版研究所を設立。2006年死去。

## 著作
- 『電子出版の実務』（日本エディタースクール出版部、1997年3月、長谷川秀記・高田和彦・前田俊秀との共著）